# Diócesis de Fall River
La diócesis de Fall River (en latín: Dioecesis Riverormen(sis) y en inglés: Roman Catholic Diocese of Fall River) es una circunscripción eclesiástica latina de la Iglesia católica en Estados Unidos, sufragánea de la arquidiócesis de Boston. La diócesis tiene al obispo Edgar Moreira da Cunha, S.D.V. como su ordinario desde el 3 de julio de 2014.

## Territorio y organización
La diócesis tiene 3107 km² y extiende su jurisdicción sobre los fieles católicos de rito latino residentes 4 condados del estado de Massachusetts: Barnstable, Bristol, Dukes y Nantucket, y las ciudades de Mattapoisett, Marion y Wareham en el condado de Plymouth.
La sede de la diócesis se encuentra en la ciudad de Fall River, en donde se halla la Catedral de Santa María de la Asunción.
En 2021 en la diócesis existían 78 parroquias.

## Historia
La diócesis fue erigida el 12 de marzo de 1904 con el breve Superni apostolatus del papa Pío X, obteniendo el territorio de la diócesis de Providence.

## Estadísticas
De acuerdo al Anuario Pontificio 2022 la diócesis tenía a fines de 2021 un total de 275 290 fieles bautizados.
| Año                                                                             | Población            | Población | Población      | Sacerdotes | Sacerdotes    | Sacerdotes    | Bautizados por sacerdote | Diáconos permanentes | Religiosos | Religiosos | Parroquias |
| Año                                                                             | Bautizados católicos | Total     | % de católicos | Total      | Clero secular | Clero regular | Bautizados por sacerdote | Diáconos permanentes | Varones    | Mujeres    | Parroquias |
| ------------------------------------------------------------------------------- | -------------------- | --------- | -------------- | ---------- | ------------- | ------------- | ------------------------ | -------------------- | ---------- | ---------- | ---------- |
| 1950                                                                            | 214 515              | 440 729   | 48.7           | 316        | 206           | 110           | 678                      |                      | 94         | 987        | 97         |
| 1966                                                                            | 277 916              | 494 723   | 56.2           | 410        | 244           | 166           | 677                      |                      | 290        | 1020       | 109        |
| 1970                                                                            | 297 418              | 493 723   | 60.2           | 422        | 241           | 181           | 704                      |                      | 208        | 1004       | 112        |
| 1976                                                                            | 325 000              | 535 000   | 60.7           | 403        | 225           | 178           | 806                      |                      | 231        | 812        | 113        |
| 1980                                                                            | 335 000              | 553 000   | 60.6           | 401        | 229           | 172           | 835                      |                      | 216        | 747        | 113        |
| 1990                                                                            | 350 430              | 700 440   | 50.0           | 347        | 193           | 154           | 1009                     | 36                   | 194        | 512        | 111        |
| 1999                                                                            | 341 482              | 721 500   | 47.3           | 315        | 180           | 135           | 1084                     | 56                   | 27         | 366        | 111        |
| 2000                                                                            | 361 350              | 735 900   | 49.1           | 296        | 159           | 137           | 1220                     | 62                   | 168        | 326        | 110        |
| 2001                                                                            | 348 549              | 787 876   | 44.2           | 297        | 167           | 130           | 1173                     | 62                   | 166        | 314        | 106        |
| 2002                                                                            | 350 570              | 590 911   | 59.3           | 294        | 172           | 122           | 1192                     | 62                   | 158        | 303        | 103        |
| 2003                                                                            | 346 054              | 824 235   | 42.0           | 310        | 169           | 141           | 1116                     | 90                   | 167        | 295        | 101        |
| 2006                                                                            | 347 385              | 831 965   | 41.8           | 274        | 153           | 121           | 1267                     | 85                   | 131        | 212        | 96         |
| 2013                                                                            | 315 000              | 834 000   | 37.8           | 224        | 140           | 84            | 1406                     | 81                   | 98         | 147        | 89         |
| 2016                                                                            | 288 439              | 831 062   | 34.7           | 200        | 131           | 69            | 1442                     | 94                   | 80         | 99         | 82         |
| 2019                                                                            | 278 863              | 836 255   | 33.3           | 180        | 122           | 58            | 1549                     | 87                   | 71         | 112        | 80         |
| 2021                                                                            | 275 290              | 825 540   | 33.3           | 186        | 123           | 63            | 1480                     | 89                   | 73         | 105        | 78         |
| Fuente: Catholic-Hierarchy, que a su vez toma los datos del Anuario Pontificio. |                      |           |                |            |               |               |                          |                      |            |            |            |

En la diócesis hay un centro y 5 casas de salud. Hay una universidad (Stonehill College), 5 escuelas secundarias (Bishop Connolly High School en Fall River, Bishop Stang High School en Dartmouth, Bishop Feehan High School en Attleboro, Coyle y Cassidy High School en Taunton y Pope John Paul II High School, en Hyannis), 2 escuelas, 25 escuelas primarias y 1 escuela infantil.

## Episcopologio
- William Stang † (12 de marzo de 1904-2 de febrero de 1907 falleció)
- Daniel Francis Feehan † (3 de julio de 1907-19 de julio de 1934 falleció)
- James Edwin Cassidy † (28 de julio de 1934-17 de mayo de 1951 falleció)
- James Louis Connolly † (17 de mayo de 1951 por sucesión-30 de octubre de 1970 renunció[3])
- Daniel Anthony Cronin (30 de octubre de 1970-10 de diciembre de 1991 nombrado arzobispo de Hartford)
- Sean Patrick O'Malley, O.F.M.Cap. (16 de junio de 1992-3 de septiembre de 2002 nombrado obispo de Palm Beach)
- George William Coleman (30 de abril de 2003-3 de julio de 2014 retirado)
- Edgar Moreira da Cunha, S.D.V., desde el 3 de julio de 2014